# Binderella bistriata
Binderella bistriata – gatunek kosarza z podrzędu Laniatores i rodziny Assamiidae, jedyny z monotypowego rodzaju Binderella.

## Taksonomia
Rodzaj i gatunek typowy opisane zostały po raz pierwszy w 1935 roku przez Carla Friedricha Roewera na łamach „Veröffentlichungen aus dem Deutschen Kolonial- und Übersee-Museum in Bremen”. Jako miejsce typowe wskazane zostało Binder w Regionie Północnym Kamerunu. Nazwa rodzajowa nadana została od lokalizacji typowej. W tej samej publikacji Roewer opisał również nowy rodzaj i gatunek Tengelinia paradoxa. Jako lokalizację typową wskazał Tengelin-Berge w Kamerunie. W tym przypadku także nazwa rodzajowa pochodzi od miejsca typowego. W 1902 roku Wojciech Staręga zsynonimizował Tengelinia paradoxa z Binderella bistriata.

## Morfologia i występowanie
Kosarz osiągający od 3 do 6 mm długości ciała. Ubarwiony głównie rdzawoczerwono lub rdzawobrązowo z czarnymi elementami i mlecznobiałymi znakami na skutum. Odnóża pierwszej pary osiągają do 12 mm, drugiej pary do 24 mm, trzeciej pary do 14 mm, a czwartej pary do 18 mm długości. 
Pajęczak afrotropikalny, znany z Kamerunu i Czadu.